# Rio Guabiroba
Der Rio Guabiroba ist ein etwa 21 km langer rechter Nebenfluss des Rio Tibaji im Südosten des brasilianischen Bundesstaats Paraná.

## Etymologie
Guabiroben sind Bäume aus der Familie der Myrtengewächse.

## Geografie

### Lage
Das Einzugsgebiet des Rio Guabiroba befindet sich auf dem Segundo Planalto Paranaense (Zweite oder Ponta-Grossa-Hochebene von Paraná).

### Verlauf
Sein Quellgebiet liegt im Südosten des Munizips Ponta Grossa auf 1.057 m Meereshöhe etwa 5 km nordöstlich der Rodovia do Café (BR-376).
Der Fluss verläuft überwiegend in westlicher Richtung. In der zweiten Hälfte seines Laufs bildet er die südliche Grenze des Parque Estadual de Vila Velha mit seinen beeindruckenden Sandsteinformationen. Er mündet auf 789 m Höhe von rechts in den Rio Tibaji. Er ist etwa 21 km lang.

### Munizipien im Einzugsgebiet
Der Rio Guabiroba verläuft vollständig innerhalb des Munizips Ponta Grossa.